# Vexillum
Vexillum is een geslacht van weekdieren uit de klasse van de Gastropoda (slakken).

## Soorten
Soortenlijst
- Vexillum accinctum (Sowerby III, 1907)
- Vexillum acromiale (Hedley, 1915)
- Vexillum acuminatum (Gmelin, 1791)
- Vexillum acupictum (Reeve, 1845)
- Vexillum adamsianum Cernohorsky, 1978
- Vexillum aemula (E. A. Smith, 1879)
- Vexillum aequatoriense Herrmann & Stossier, 2011
- Vexillum aethiopicum (Jickeli, 1874)
- Vexillum albocinctum (C. B. Adams, 1845)
- Vexillum albofulvum Hermann, 2007
- Vexillum albolineatum Cossignani & Cossignani, 2007
- Vexillum albotaeniatum (Hervier, 1897)
- Vexillum altisuturatum Chino & Herrmann, 2014
- Vexillum alvinobalani Guillot de Suduiraut, 1999
- Vexillum amabile (Reeve, 1845)
- Vexillum amandum (Reeve, 1845)
- Vexillum angustissimum (E. A. Smith, 1903)
- Vexillum antonellii (Dohrn, 1860)
- Vexillum apicitinctum (Verco, 1896)
- Vexillum appelii (Jickeli, 1874)
- Vexillum approximatum (Pease, 1860)
- Vexillum arabicum Turner, 2008
- Vexillum articulatum (Reeve, 1845)
- Vexillum asperum Turner, 2008
- Vexillum aureolatum (Reeve, 1844)
- Vexillum aureolineatum Turner, 1988
- Vexillum australe (Swainson, 1820)
- Vexillum baccheti Salisbury & Herrmann, 2012
- Vexillum baeri Poppe, Tagaro & Salisbury, 2009
- Vexillum balicasagense Salisbury & Guillot de Suduiraut, 2006
- Vexillum balteolatum (Reeve, 1844)
- Vexillum balutensis Herrmann, 2009
- Vexillum bancalanense (Bartsch, 1918)
- Vexillum beitzi Salisbury & Gori, 2013
- Vexillum bellum (Pease, 1860)
- Vexillum beverlyae Turner & Salisbury, 1999
- Vexillum bilineatum (Reeve, 1845)
- Vexillum bipartitum (E. A. Smith, 1884)
- Vexillum bizonale (Dautzenberg & Bouge, 1923)
- Vexillum blandulum Turner, 1997
- Vexillum blanfordi (Melvill & Standen, 1901)
- Vexillum bouteti Salisbury & Herrmann, 2012
- Vexillum brunneolinea Rosenberg & Salisbury, 1991
- Vexillum burchorum Salisbury, 2011
- Vexillum buriasense (Tomlin, 1920)
- Vexillum cadaverosum (Reeve, 1844)
- Vexillum caelatum (Reeve, 1845)
- Vexillum caffrum (Linnaeus, 1758)
- Vexillum caliendrum (Melvill & Standen, 1901)
- Vexillum callosum (Reeve, 1845)
- Vexillum caloxestum (Melvill, 1888)
- Vexillum cancellarioides (Anton, 1838)
- Vexillum castaneostriatum Herrmann, 2012
- Vexillum castum (H. Adams, 1872)
- Vexillum catenatum (Broderip, 1836)
- Vexillum cavea (Reeve, 1844)
- Vexillum charlesi Turner & Callomon, 2001
- Vexillum chelonia (Reeve, 1845)
- Vexillum chibaense (Salisbury & Rosenberg, 1999)
- Vexillum chickcharneorum Lyons & Kaicher, 1978
- Vexillum chinoi Poppe, 2008
- Vexillum chocotinctum Turner, 2008
- Vexillum choslenae Cernohorsky, 1982
- Vexillum cinereum (Reeve, 1845)
- Vexillum cingulatum (Lamarck, 1811)
- Vexillum cithara (Reeve, 1845)
- Vexillum citrinum (Gmelin, 1791)
- Vexillum clathratum (Reeve, 1844)
- Vexillum coccineum (Reeve, 1844)
- Vexillum collinsoni (A. Adams, 1864)
- Vexillum concentricum (Reeve, 1844)
- Vexillum cookorum Turner, Gori & Salisbury, 2007
- Vexillum corallinum (Reeve, 1845)
- Vexillum corbicula (G. B. Sowerby II, 1870)
- Vexillum coronatum (Helbling, 1779)
- Vexillum cosmani Kay, 1979
- Vexillum costatum (Gmelin, 1791)
- Vexillum crispum (Garrett, 1872)
- Vexillum crocatum (Lamarck, 1811)
- Vexillum croceorbis Dekkers, 2013
- Vexillum croceum (Reeve, 1845)
- Vexillum cubanum Aguayo & Rehder, 1936
- Vexillum curviliratum (G. B. Sowerby II, 1874)
- Vexillum daedalum (Reeve, 1845)
- Vexillum daniellae Drivas & Jay, 1989
- Vexillum darwini Salisbury & Guillot de Suduiraut, 2006
- Vexillum dautzenbergi Poppe, Guillot de Suduiraut & Tagaro, 2006
- Vexillum decorum (Reeve, 1845)
- Vexillum dekkersi Herrmann, Stossier & Salisbury, 2014
- Vexillum delicatum (A. Adams, 1853)
- Vexillum dennisoni (Reeve, 1844)
- Vexillum depexum (Deshayes in Laborde & Linant, 1834)
- Vexillum derkai Herrmann, 2012
- Vexillum dermestinum (Lamarck, 1811)
- Vexillum deshayesii (Reeve, 1844)
- Vexillum diaconalis (Melvill & Standen, 1903)
- Vexillum dilectissimum (Melvill & Sykes, 1899)
- Vexillum discolorium (Reeve, 1845)
- Vexillum diutenerum (Hervier, 1897)
- Vexillum dohrni (A. Adams, 1864)
- Vexillum duplex Cernohorsky, 1982
- Vexillum ebenus (Lamarck, 1811)
- Vexillum echinatum (A. Adams, 1853)
- Vexillum elliscrossi Rosenberg & Salisbury, 1991
- Vexillum emiliae (Schmeltz, 1874)
- Vexillum emmanueli Buijse, Dekker & Verbinnen, 2009
- Vexillum epigonus Salisbury & Guillot de Suduiraut, 2006
- Vexillum epiphaneum (Rehder, 1943)
- Vexillum evelynae Guillot de Suduiraut, 2007
- Vexillum exaratum (A. Adams, 1853)
- Vexillum exasperatum (Gmelin, 1791)
- Vexillum exiguum (C. B. Adams, 1845)
- Vexillum exquisitum (Garrett, 1873)
- Vexillum festum (Reeve, 1845)
- Vexillum ficulinum (Lamarck, 1811)
- Vexillum fidicula (Gould, 1850)
- Vexillum filiareginae (J. Cate, 1961)
- Vexillum filistriatum (G. B. Sowerby II, 1874)
- Vexillum flaveoricum Herrmann & Guillot de Suduiraut, 2009
- Vexillum flexicostatum (Garrett, 1880)
- Vexillum formosense (G. B. Sowerby III, 1889)
- Vexillum fortiplicatum (Pease, 1868)
- Vexillum fraudator Turner, Gori & Salisbury, 2007
- Vexillum funereum (Reeve, 1844)
- Vexillum fuscoapicatum (E. A. Smith, 1879)
- Vexillum fuscobandatum Bozzetti, 2007
- Vexillum fuscolineatum Herrmann & Salisbury, 2012
- Vexillum fuscotaeniatum (Thiele, 1925)
- Vexillum fuscovirgatum Herrmann & Salisbury, 2012
- Vexillum gagei Salisbury, 2011
- Vexillum garciai Salisbury & Wolff, 2009
- Vexillum gemmatum (Sowerby II, 1874)
- Vexillum geoffreyanum (Melvill, 1910)
- Vexillum germaineae Herrmann & Salisbury, 2014
- Vexillum geronimae Poppe, Tagaro & Salisbury, 2009
- Vexillum giselae Poppe, Tagaro & Salisbury, 2009
- Vexillum gloriae Poppe, Tagaro & Salisbury, 2009
- Vexillum gorii Turner, 1997
- Vexillum gotoense (E. A. Smith, 1879)
- Vexillum goubini (Hervier, 1897)
- Vexillum gouldi Salisbury & Guillot de Suduiraut, 2006
- Vexillum gourgueti Salisbury & Herrmann, 2012
- Vexillum granosum (Gmelin, 1791)
- Vexillum granum (Forbes, 1844)
- Vexillum gruneri (Reeve, 1844)
- Vexillum hansenae Cernohorsky, 1973
- Vexillum helena (Bartsch, 1915)
- Vexillum heleneae Herrmann, Stossier & Salisbury, 2014
- Vexillum hendersoni (Dall, 1927)
- Vexillum herosae Herrmann & Salisbury, 2012
- Vexillum hervieri (Dautzenberg & Bouge, 1923)
- Vexillum hilare (Kuroda & Habe, 1971)
- Vexillum hirasei Kira, 1962
- Vexillum histrio (Reeve, 1844)
- Vexillum hoaraui Guillot de Suduiraut, 2007
- Vexillum honestum (Melvill & Standen, 1895)
- Vexillum huangorum Salisbury & Gori, 2012
- Vexillum humile (Hervier, 1897)
- Vexillum hypatiae (Pallary, 1912)
- Vexillum inerme (Reeve, 1845)
- Vexillum infaustum (Reeve, 1845)
- Vexillum innocens (Thiele, 1925)
- Vexillum innotabile (E. A. Smith, 1890)
- Vexillum intermedium (Kiener, 1838)
- Vexillum interruptum (Anton, 1838)
- Vexillum interstriatum (G. B. Sowerby II, 1870)
- Vexillum intertaeniatum (G. B. Sowerby II, 1874)
- Vexillum iredalei (Powell, 1958)
- Vexillum isaoi (Kuroda & Sakurai, 1959)
- Vexillum ismene Turner, 2008
- Vexillum jacksoni Salisbury, 2011
- Vexillum jackylenae Salisbury & Guillot de Suduiraut, 2006
- Vexillum jasoni Salisbury, 2011
- Vexillum jeciliae Poppe, Tagaro & Salisbury, 2009
- Vexillum johnwattsi Dekkers, 2011
- Vexillum johnwolffi Herrmann & Salisbury, 2012
- Vexillum joliveti Poppe & Tagaro, 2006
- Vexillum jukesii (A. Adams, 1853)
- Vexillum kathiewayae Salisbury, Herrmann & Dekkers, 2012
- Vexillum kawamotoae Salisbury, 2011
- Vexillum kimiyum Turner, 2008
- Vexillum klytios Turner, 2008
- Vexillum kraussi (Dunker, 1861)
- Vexillum kuboi Turner, Gori & Salisbury, 2007
- Vexillum kuiperi Turner, 2006
- Vexillum kurodai (Sakurai & Habe, 1964)
- Vexillum lanceolatum (Hervier, 1897)
- Vexillum laterculatum (G. B. Sowerby II, 1874)
- Vexillum lautum (Reeve, 1845)
- Vexillum leforti Turner & Salisbury, 1999
- Vexillum lenhilli Kay, 1979
- Vexillum leucaspis Herrmann & Stossier, 2011
- Vexillum leucodesma (Reeve, 1845)
- Vexillum leucophryna Turner & Marrow, 2001
- Vexillum leucozonias (Deshayes in Laborde & Linant, 1834)
- Vexillum leyteensis Poppe, Tagaro & Salisbury, 2009
- Vexillum ligatum (A. Adams, 1853)
- Vexillum lincolnense (Angas, 1878)
- Vexillum lotum (Reeve, 1845)
- Vexillum loyaltyense (Hervier, 1897)
- Vexillum lubens (Reeve, 1845)
- Vexillum lucidum (Reeve, 1845)
- Vexillum luculentum (Reeve, 1845)
- Vexillum luigiraybaudii Poppe, Guillot de Suduiraut & Tagaro, 2006
- Vexillum lyratum (Lamarck, 1822)
- Vexillum macandrewi (G. B. Sowerby II, 1874)
- Vexillum macrospira (A. Adams, 1853)
- Vexillum maduranum Dekkers, 2007
- Vexillum malcolmense (Melvill & Standen, 1901)
- Vexillum malleopunctum Cernohorsky, 1981
- Vexillum marotiriense Herrmann & Salisbury, 2012
- Vexillum marrowi Cernohorsky, 1973
- Vexillum martinorum Cernohorsky, 1986
- Vexillum mccauslandi Salisbury & Wolff, 2005
- Vexillum mediomaculatum (G. B. Sowerby II, 1870)
- Vexillum melongena (Lamarck, 1811)
- Vexillum menehune Salisbury, 2011
- Vexillum mica (Reeve, 1845)
- Vexillum michaelianum Salisbury, 2011
- Vexillum michaui (Crosse & P. Fischer, 1864)
- Vexillum micra Pilsbry, 1921
- Vexillum microzonias (Lamarck, 1811)
- Vexillum militare (Reeve, 1845)
- Vexillum millecostatum (Broderip, 1836)
- Vexillum mirabile (A. Adams, 1853)
- Vexillum modestum (Reeve, 1845)
- Vexillum moelleri (Küster, 1840)
- Vexillum monalizae Poppe, Guillot de Suduiraut & Tagaro, 2006
- Vexillum moniliferum (C. B. Adams, 1850)
- Vexillum monsecourorum Poppe, Guillot de Suduiraut & Tagaro, 2006
- Vexillum multicostatum (Broderip, 1836)
- Vexillum multitriangulum Salisbury & Callomon, 1998
- Vexillum mutabile (Reeve, 1845)
- Vexillum nakama (Dall, 1926)
- Vexillum nicobaricum (Dunker, 1866)
- Vexillum nitidissimum (Melvill & Standen, 1895)
- Vexillum nivale Herrmann & Guillot de Suduiraut, 2009
- Vexillum nodai Turner & Salisbury, 1999
- Vexillum nodospiculum Cernohorsky, 1970
- Vexillum noduliferum (A. Adams, 1853)
- Vexillum obeliscus (Reeve, 1844)
- Vexillum obtusispinosum (Sowerby, 1874)
- Vexillum ochraceum (Hervier, 1897)
- Vexillum oniscinum (Lamarck, 1811)
- Vexillum oryzum Kay, 1979
- Vexillum osiridis (Issel, 1869)
- Vexillum oteroi Salisbury & Gori, 2013
- Vexillum pacificum (Reeve, 1845)
- Vexillum pagodula (Hervier, 1897)
- Vexillum paligerum (G. B. Sowerby II, 1874)
- Vexillum pantherinum Herrmann & Salisbury, 2012
- Vexillum pardale (Küster, 1840)
- Vexillum pasitheum (Melvill & Standen, 1901)
- Vexillum patriarchale (Gmelin, 1791)
- Vexillum patulum (Reeve, 1845)
- Vexillum pedroi Poppe & Tagaro, 2006
- Vexillum pelaezi Poppe, Tagaro & Salisbury, 2009
- Vexillum pellucidum (Tate, 1887)
- Vexillum percnodictya (Melvill, 1888)
- Vexillum perrieri (Dautzenberg, 1929)
- Vexillum pharaonis (Issel, 1869)
- Vexillum philtwoi Poppe, Tagaro & Salisbury, 2009
- Vexillum picardali Herrmann & Stossier, 2011
- Vexillum piceum (Pease, 1860)
- Vexillum pilsbryi (Hedley, 1899)
- Vexillum pisolinum (Lamarck, 1811)
- Vexillum plicarium (Linnaeus, 1758)
- Vexillum plurinotatum (Hervier, 1897)
- Vexillum politum (Reeve, 1844)
- Vexillum polygonum (Gmelin, 1791)
- Vexillum poppei Guillot de Suduiraut, 2007
- Vexillum potieri Drivas & Jay, 1989
- Vexillum praefulguratum Poppe, 2008
- Vexillum pratasense T. C. Lan, 2004
- Vexillum puella (Reeve, 1845)
- Vexillum puerile (Cooke, 1885)
- Vexillum pulchellum (Reeve, 1844)
- Vexillum puncturatum (Sowerby III, 1879)
- Vexillum purpuratum (Reeve, 1845)
- Vexillum pyropus Turner & Marrow, 2001
- Vexillum radius (Reeve, 1845)
- Vexillum radix (G. B. Sowerby II, 1874)
- Vexillum recurvirostris (G. B. Sowerby III, 1908)
- Vexillum regina (Sowerby I, 1828)
- Vexillum renatoi Poppe, Tagaro & Salisbury, 2009
- Vexillum rodgersi Salisbury & Wolff, 2005
- Vexillum ronnyi Poppe, Tagaro & Salisbury, 2009
- Vexillum roseotinctum (Hervier, 1897)
- Vexillum roseum (Broderip, 1836)
- Vexillum rubellum (A. Adams & Reeve, 1850)
- Vexillum rubricatum (Reeve, 1845)
- Vexillum rubrocostatum Habe & Kosuge, 1966
- Vexillum rubrotaeniatum Herrmann, Stossier & Salisbury, 2014
- Vexillum rubrum (Broderip, 1836)
- Vexillum rugosum (Gmelin, 1791)
- Vexillum rusticum (Reeve, 1845)
- Vexillum salisburyi Cernohorsky, 1976
- Vexillum sanctaehelenae (E. A. Smith, 1890)
- Vexillum sanguisuga (Linnaeus, 1758)
- Vexillum sauternesense Guillot de Suduiraut, 1997
- Vexillum savignyi (Payraudeau, 1826)
- Vexillum scitulum (A. Adams, 1853)
- Vexillum sculptile (Reeve, 1845)
- Vexillum semicostatum (Anton, 1838)
- Vexillum semifasciatum (Lamarck, 1811)
- Vexillum semisculptum (A. Adams & Reeve, 1850)
- Vexillum semiticum (Jickeli, 1874)
- Vexillum severnsi Salisbury, 2011
- Vexillum silviae Turner, Gori & Salisbury, 2007
- Vexillum sinuosum Turner, 2008
- Vexillum sitangkaianum Cate, 1968
- Vexillum smithi (G. B. Sowerby III, 1889)
- Vexillum sneidari Salisbury, 2011
- Vexillum speciosum (Reeve, 1844)
- Vexillum spicatum (Reeve, 1845)
- Vexillum spiculum Bozzetti, 2013
- Vexillum stainforthii (Reeve, 1842)
- Vexillum stephanuchum (Melvill, 1897)
- Vexillum stercopunctis Turner, 2008
- Vexillum stossieri Turner & Marrow, 2001
- Vexillum strictecostatum (Maltzan, 1884)
- Vexillum strnadi Poppe & Tagaro, 2010
- Vexillum styria (Dall, 1889)
- Vexillum suave (Souverbie, 1875)
- Vexillum subdivisum (Gmelin, 1791)
- Vexillum subquadratum (G. B. Sowerby II, 1874)
- Vexillum subtruncatum (G. B. Sowerby II, 1874)
- Vexillum suluense (A. Adams & Reeve, 1850)
- Vexillum sumatranum (Thiele, 1925)
- Vexillum superbiens (Melvill, 1895)
- Vexillum sybillae (Melvill, 1888)
- Vexillum sykesi (Melvill, 1925)
- Vexillum taeniatum (Lamarck, 1811)
- Vexillum takakuwai Cernohorsky & Azuma, 1974
- Vexillum tanguyae Guillot de Suduiraut & Boutet, 2007
- Vexillum tankervillei (Melvill, 1888)
- Vexillum taylorianum (G. B. Sowerby II, 1874)
- Vexillum thila Turner, Gori & Salisbury, 2007
- Vexillum thorssoni Poppe, Guillot de Suduiraut & Tagaro, 2006
- Vexillum togianense Herrmann & Kurtz, 2013
- Vexillum tokubeii (Sakura & Habe, 1964)
- Vexillum torotortum Turner, Gori & Salisbury, 2007
- Vexillum torquatum Herrmann, 2012
- Vexillum torricella Turner, 2008
- Vexillum tricolor (Gmelin, 1791)
- Vexillum trilineatum Herrmann & Stossier, 2011
- Vexillum troendlei Herrmann & Salisbury, 2012
- Vexillum trophonium (Dall, 1889)
- Vexillum tumidum (Reeve, 1844)
- Vexillum turben (Reeve, 1844)
- Vexillum turriger (Reeve, 1845)
- Vexillum tusum (Reeve, 1845)
- Vexillum unicolor Herrmann, 2012
- Vexillum unifasciale (Lamarck, 1811)
- Vexillum unifasciatum (Wood, 1828)
- Vexillum vandervlerki (Koperberg, 1931)
- Vexillum vangemerti Dekkers, 2014
- Vexillum variatum (Reeve, 1845)
- Vexillum varicosum Turner, 2008
- Vexillum venustum (Sarasúa, 1978)
- Vexillum verecundulum (Hervier, 1897)
- Vexillum vespula Turner & Marrow, 2001
- Vexillum vibex (A. Adams, 1853)
- Vexillum vicmanoui Turner & Marrow, 2001
- Vexillum virginale (Lesson, 1842)
- Vexillum virgo (Linnaeus, 1767)
- Vexillum volae Perugia, 2010
- Vexillum vulpecula (Linnaeus, 1758)
- Vexillum wandoense (Holmes, 1859)
- Vexillum wolfei Cernohorsky, 1978
- Vexillum xenium Pilsbry, 1921
- Vexillum xerampelinum (Melvill, 1895)
- Vexillum zebrinum (d'Orbigny, 1840)
- Vexillum zebuense (Reeve, 1844)
- Vexillum zelotypum (Reeve, 1845)